# Абдершин Алімкай Абдуллович
Алімкай Абдуллович Абдершин (нар. 25 травня 1911 — 26 травня 1983) — учасник німецько-радянської війни, Герой Радянського Союзу (1944).

## Життєпис
Народився у селі Старе Аллагурово (нині Ковилкінського району Мордовської республіки РФ) у робітничій родині. Татарин.
У 1933—1935 роках проходив службу в РСЧА. Знову призваний до лав Червоної армії Красногірським РВК Московської області у червні 1941 року.
На фронті з 1943 року. Командир відділення автоматників 86-го стрілецького полку (180-а стрілецька дивізія, 38-а армія Воронезького фронту) уночі проти 30 вересня 1943 року зі своєю ротою висадився на правому березі Дніпра на Лютізькому плацдармі. Завданням роти було під вогнем противника здолати старицю річки. Молодший сержант Абдершин переправився уплав і закидав гранатами ворожий ДЗОТ. Після поранення командира замінив його. 5 жовтня 1943 року брав участь у заволодінні висотою та відбитті контратак. У ході бою, коли вибув командир роти автоматників, також  узяв на себе командування ротою.
10 січня 1944 року Абдершину Алімкаю Абдулловичу присвоєно звання Героя Радянського Союзу.
У кінці 1945 року старшина Абдершин демобілізований. Жив у Москві. Помер 26 травня 1983 року.